# Gobierno de la Comunidad de Madrid
El Gobierno de la Comunidad de Madrid (hasta la reforma estatutaria plasmada en la LO 5/1998 de 7 de julio era denominado Consejo de Gobierno de la Comunidad de Madrid) es el órgano colegiado que dirige la política de la Comunidad de Madrid (España), correspondiéndole las funciones ejecutivas y administrativas, así como el ejercicio de la potestad reglamentaria en materias no reservadas en el Estatuto a la Asamblea de Madrid.
Tiene su sede en la Real Casa de Correos de la Puerta del Sol, 7 (Madrid).

## Miembros
El Gobierno está compuesto por la presidenta, el vicepresidente o vicepresidentes en su caso, y los consejeros. Los miembros del Gobierno son nombrados y cesados por la presidenta.
Para ser vicepresidente o consejero no es necesaria la condición de diputado.

## Régimen de incompatibilidades
Los miembros del Gobierno no pueden ejercer otras actividades laborales, profesionales o empresariales que las derivadas del ejercicio de su cargo. El régimen jurídico y administrativo del Gobierno y el Estatuto de sus miembros está regulado por una Ley de la Asamblea.

## Responsabilidad
El Gobierno responde políticamente ante la Asamblea de forma solidaria, sin perjuicio de la responsabilidad directa de cada consejero por su gestión.
La responsabilidad penal del presidente de Gobierno, de los vicepresidentes y de los consejeros es exigible ante la Sala de lo Penal del Tribunal Supremo. No obstante, la de los vicepresidentes y consejeros para los delitos cometidos en el ámbito territorial de su jurisdicción es exigible ante el Tribunal Superior de Justicia de Madrid.
Ante las Salas correspondientes de los mismos Tribunales, respectivamente, es exigible la responsabilidad civil en que dichas personas hubieran incurrido con ocasión del ejercicio de sus cargos.

## Cese
El Gobierno cesa tras la celebración de elecciones a la Asamblea, en los casos de pérdida de confianza parlamentaria y en caso de dimisión, incapacidad o fallecimiento del presidente.
El Gobierno cesante continúa en funciones hasta la toma de posesión del nuevo Gobierno.

## Sede
La actual sede de la presidencia de la Comunidad de Madrid se ubica en la madrileña Puerta del Sol, en el edificio de la Real Casa de Correos. En concreto, la oficina de la Consejería de Presidencia se encuentra en la segunda planta. Anteriormente, entre 1983 y 1985 la sede de la presidencia se encontraba en el Palacio de Borghetto (actual sede de la Delegación del Gobierno en la Comunidad de Madrid), cuyo edificio albergó la sede de la Diputación Provincial de Madrid. Entre 1996 y 1998, debido a las obras de renovación y acondicionamiento del edificio de la Puerta del Sol, el despacho del presidente y la Secretaría General Técnica se trasladaron de forma provisional al edificio situado en la calle Miguel Ángel, 28 (esquina calle García de Paredes) del barrio de Almagro (distrito Chamberí), popularmente conocido como «Casa Rosa» por el color de sus paredes exteriores.

## Consejo de Gobierno
| ← Tercer Gobierno de Isabel Díaz Ayuso (22 de junio de 2023 - ...) |               |                                                        |                 |
| Partido político                                                   |               | Partido Popular                                        | Partido Popular |
| Partido político                                                   | Independiente |                                                        |                 |
| Presidencia                                                        |               |                                                        |                 |
| Presidencia de la Comunidad de Madrid                              |               | Isabel Natividad Díaz Ayuso 22 de junio de 2023 -      |                 |
| Consejerías                                                        |               |                                                        |                 |
| Consejería de Presidencia, Justicia y Administración Local         |               | Miguel Ángel García Martín 22 de junio de 2023 -       |                 |
| Consejería de Economía, Hacienda y Empleo                          |               | Rocío Albert López 22 de junio de 2023 -               |                 |
| Consejería de Educación y Universidades                            |               | Emilio Viciana Duro 22 de junio de 2023 -              |                 |
| Consejería de Medio Ambiente, Ordenación del Territorio e Interior |               | Carlos Novillo Piris 22 de junio de 2023 -             |                 |
| Consejería de Familia, Juventud y Asuntos Sociales                 |               | Ana Dávila-Ponce de León Municio 22 de junio de 2023 - |                 |
| Consejería de Digitalización                                       |               | Miguel López-Valverde Argüeso 22 de junio de 2023 -    |                 |
| Consejería de Vivienda, Transportes e Infraestructuras             |               | Jorge Rodrigo Domínguez 22 de junio de 2023 -          |                 |
| Consejería de Sanidad                                              |               | Fátima Matute Teresa 22 de junio de 2023 -             |                 |
| Consejería de Cultura, Turismo y Deportes                          |               | Mariano de Paco Serrano 22 de junio de 2023 -          |                 |

## Composición histórica
- Leguina I (1983-1987)
- Leguina II (1987-1991)
- Leguina III (1991-1995)
- Ruiz-Gallardón I (1995-1999)
- Ruiz-Gallardón II (1999-2003; incluido el gobierno en funciones de la vi legislatura)
- Aguirre I (2003-2007)
- Aguirre II (2007-2011)
- Aguirre III (2011-2012)
- González (2012-2015)
- Cifuentes (2015-2018)
- Garrido/Rollán (2018-2019)
- Díaz Ayuso I (2019-2021)
- Díaz Ayuso II (2021-2023)
- Díaz Ayuso III (desde 2023)